# گیتسویل (تگزاس)
گیتسویل، تگزاس(به انگلیسی: Gatesville, Texas) شهری در ایالت تگزاس از ایالات جنوبی ایالات متحده آمریکا است. در سرشماری سال ۲۰۰۰، جمعیت این شهر ۱۵۵۹۱ نفر اعلام شد.